# Don't Monkey with the Buzz Saw
Don't Monkey with the Buzz Saw è un cortometraggio del 1914 diretto da Marshall Neilan e interpretato da Ruth Roland.
Il film venne prodotto dalla Kalem Company e distribuito dalla General Film Company, che lo fece uscire nelle sale il 7 agosto 1914.